# Atari Karts
Atari Karts é um jogo para Atari Jaguar publicado pela Atari Games e desenvolvido pela Miracle Designs Ltd. O jogo foi claramente inspirado em Mario Kart do Super Nintendo e com este se assemelha muito.
O gráfico do jogo mostraram-se muito bons na época, com muitos efeitos de luzes no fundo do cenário e na pista, sendo muito superior à Mario Kart para Super Nintendo.
No seu lançamento, Atari Karts foi não foi bem recebido pela crítica, que criticou o fato de não haver itens e power-ups. Como não há projéteis direcionaveis como em Mario Kart, a única maneira de atacar é através de um item que inverte os botões do controle dos outros jogadores. Outra crítica apontada foi o fato de quando o jogador colidir com uma parede durante a corrida, o Kart parar de funcionar algumas vezes, o que se torna extremamente irritante nas pistas mais difíceis.
A trilha sonora do jogo foi composta em 1994 por Fabrice Gillet no programa Protracker em um computador Amiga. Os produtores do jogo, que criaram a parte a parte gráfica não são listados nos créditos ao final do jogo, fato curioso. O manual do Atari Karts cita como criadores, o estúdio "Miracle Designs Team".
- Bentley Bear, o principal personagem de Crystal Castles é um personagem jogável em Atari Karts.
- O nome dos campeonatos do jogo contém várias referências de jogos da Atari.
  - The Borregas Cup é uma referência ao antigo endereço da Atari: 1196 Borregas Avenue, Sunnyvale.
  - The Tempest Cup é um tributo ao clássico jogo de Arcade da Atari, Tempest.
  - The Miracle Race é uma referência à Miracle Designs, desenvolvedora do jogo.